# دنزیل، سین‌کیانگ
دنزیل یا سیشیلیچنگزی (به لاتین: Sishilichengzi) یک شهرک در جمهوری خلق چین است که در شهرستان خودمختار یانچی هوئی واقع شده‌است. دنزیل ۸٬۷۲۲ نفر جمعیت دارد.